# AptarGroup
AptarGroup, Inc. (NYSE: ATR) er en amerikansk producent af dispenseringsemballage til medicin. Virksomheden har produktion i 18 lande. De har 13.000 ansatte (2020).
Historien begyndte med Werner Die & Stamping i Cary, Illinois i 1946. I 1992 blev virksomheden registreret som AptarGroup.